# Grnčar (Czarnogóra)
Grnčar (cyr. Грнчар) – wieś w Czarnogórze, w gminie Gusinje. W 2011 roku liczyła 184 mieszkańców.